# Xiaohaizi
Xiaohaizi (kinesiska: 小海子, 小海子乡) är en socken i Kina. Den ligger i den autonoma regionen Inre Mongoliet, i den norra delen av landet, omkring 190 kilometer nordost om regionhuvudstaden Hohhot.
Genomsnittlig årsnederbörd är 516 millimeter. Den regnigaste månaden är juli, med i genomsnitt 150 mm nederbörd, och den torraste är februari, med 3 mm nederbörd.